# Ain Lehjer
Ain Lehjer (en àrab عين لحجر) és una comuna rural de la província de Taourirt, a la regió de L'Oriental, al Marroc. Segons el cens de 2014 tenia una població total de 8.272 persones.